# Eugerygone rubra
Petróica-granate ou papinho-grená (Eugerygone rubra) é uma espécie de ave da família Petroicidae. É a única espécie do género Eugerygone.
Pode ser encontrada nos seguintes países: Indonésia e Papua-Nova Guiné.
Os seus habitats naturais são: regiões subtropicais ou tropicais húmidas de alta altitude.